# Ouija

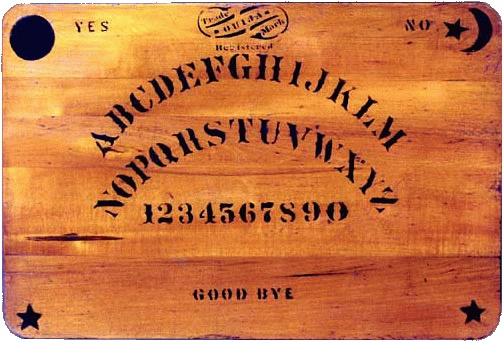
Plansza ouija z 1871 r.

Ouija (czyt. wiːdʒə) – deska albo plansza z nadrukowanymi literami alfabetu oraz innymi znakami, które kolejno wskazywane (przez ducha lub osobę trzymającą wskaźnik – często odwrócony do góry dnem kieliszek) układają się w wyrazy tworzące odpowiedź na pytania zadawane przez członków seansu spirytystycznego.
„Ouija” jest znakiem towarowym firmy Hasbro.